# Kidal régió
Kidal régió Mali egyik régiója, az ország keleti részén található. Nagyjából 151 000 km²-en terül el, teljes egészében sivatagos terület. Nagy része lakatlan, népsűrűsége még az egy főt sem éri el négyzetkilométerenként. Négy körzetet foglal magába, fővárosa az azonos nevű Kidal. Nagyobb városai még Tessalit és Aguel'hoc. 
Lakossága nagyjából 68 000 fő, ebből körülbelül 26 000-en a fővárosban laknak. Legnagyobb etnikai csoportját a tuaregek alkotják, de rajtuk kívül még szongaiok élnek itt nagyobb számban.

## Földrajza

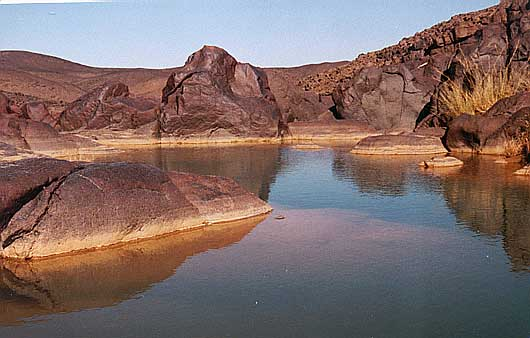
Végtó az Adrar des Ifoghas sziklái között

Kidalt nyugatról Timbuktu régió (Tomboctou), délről Gao régió, északkeletről pedig Algéria határolja. Teljes egészében sivatagi területen helyezkedik el, a Szahara végtelen homoktengerének egyhangúságát csak az Adrar des Ifoghas-hegység sziklatömbjei, illetve néhány oázis töri meg.
A régió klímája is a Szaharához igazodva forró, tehát a napi maximumok a 45 °C-ot is elérhetik.

## Gazdaság
A kedvezőtlen éghajlat révén eredményes növénytermesztés nem alakulhatott ki, helyette a nomád és félnomád állattenyésztés kapott nagyobb hangsúlyt. A kézművesség is jelentős, a kézműves cikkek egyre fontosabb kereskedelmi cikknek számítanak a régióban. A kereskedelem a fejlettebb részeken jól jövedelmez, de a régió rendkívüli elszigeteltsége miatt – nincsenek aszfaltozott utak és hajózható folyók – országszinten nem jelentős.

## Fordítás
- Ez a szócikk részben vagy egészben  a   Kidal Region című angol Wikipédia-szócikk fordításán alapul.  Az eredeti cikk szerkesztőit annak laptörténete sorolja fel. Ez a jelzés csupán a megfogalmazás eredetét és a szerzői jogokat jelzi, nem szolgál a cikkben szereplő információk forrásmegjelöléseként.